# SpVgg Ansbach
El SpVgg Ansbach es un equipo de fútbol de Alemania que juega en la Regionalliga Bayern, una de las ligas que forman parte de la cuarta división nacional.

## Historia
Fue fundado en el año 1909 en la ciudad de Ansbach del estado de Baviera como un equipo de fútbol y de gimnasia llamado TV 1860 Ansbach que desaparecío cuando inicío la Primera Guerra Mundial. El club es refundado en 1917 con el nombre SV 1909 Ansbach como un equipo solamente de fútbol, el cual participó en la Kreisliga hasta 1937.
Luego de finalizar la Segunda Guerra Mundial el club es refundado en 1945 como SV Ansbach, el cual cambia de nombre el 30 de noviembre de 1948 por el de TuS Ansbach, y para 1951 se cambia el nombre por el de SV 1909 Ansbach. Deportivamente llegó a la 2. Amateurliga Bayern, la cuarta división nacional en aquellos años, donde estuvo de 1953 a 1955 cuando descendío.
En 1981 juega por primera vez en la Copa de Alemania donde eliminó al FSV Pfaffenhofen por 1-0 en la primera ronda, pero en la segunda ronda fue aplastado por el Stuttgarter Kickers por marcador de 0-13, llegó a jugar en la Landesliga Bayern-Mitte por y clasificó a su segunda copa nacional en 1985, en la que fue eliminado en la primera ronda por el Waldhof Mannheim por 0-3.
Tras 11 temporadas en la Landesliga desciende a la Bezirksoberliga en 1996, regresando al año siguiente. A finales de los años 1990 juega por primera vez en la Bayernliga, liga donde estuvo por dos temporadas ya que logró el ascenso a la Regionalliga Süd, pero durante la temporada acumuló una racha de 12 partidos sin ganar que lo dejaron en el último lugar de la liga y descendío.
Sumó dos descensos consecutivos en las siguientes temporadas, retornando a la Bayernliga en 2006 donde estuvo tres temporadas hasta que descendío en 2010. En 2014 regresaría a la Bayernliga y en 2022 es subcampeón de la liga y consigue el ascenso a la Regionalliga Bayern por primera vez.

## Palmarés
- Bayernliga: 1 (IV)

2001
- Landesliga Bayern-Mitte: 1 (V)

2007
- Landesliga Bayern-Nordwest: 2

2014, 2016
- Bezirksoberliga Mittelfranken: 1 (VI)

1997

## Participaciones en la Copa de Alemania
| Temporada | Ronda | Fecha     | Local               | Visita           | Resultado | Asistencia |
| 1980-81   | 1     | 28-8-1980 | SpVgg Ansbach       | FSV Pfaffenhofen | 1–0       |            |
| 1980-81   | 2     | 4-10-1980 | Stuttgarter Kickers | SpVgg Ansbach    | 13–0      |            |
| 1985-86   | 1     | 24-8-1985 | SpVgg Ansbach       | Waldhof Mannheim | 0–2       |            |
| 2008-09   | 1     | 10-8-2008 | SpVgg Ansbach       | Karlsruher SC    | 0–5       | 4000       |